# Barinel

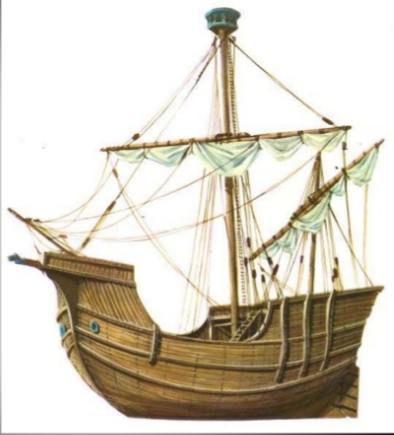
Barinel Português circa 1400-1440

Barinel era uma antiga embarcação de carga a remos (as mais pequenas) ou a vela, com a sua origem no Mediterrâneo. Tinha um porte maior que as barcas, e com a proa, recurvada, já a assemelhar-se à estrutura das naus portuguesas do século XV e XVI.
Esta embarcação foi fundamental no impulsionamento dos Descobrimentos portugueses e usada nos descobrimentos da costa africana até à sua substituição pelas caravelas na década de 1440 pela Marinha de Guerra Portuguesa e usada até a meados do século XVI na Marinha mercante portuguesa. Não há imagens de barinéis da época dos descobrimentos.
Os barinéis foram também utilizados na guarda da costa na Índia no tempo do vice-rei D. Francisco de Almeida, assim como em navegações de corso, de guerra e de comércio.

## Etimologia
A etimologia da palavra barinel não é consensual, mas parece ter origem no latim ballenariu, derivação de ballena, «baleia», pelo italiano barinello, castelhano ballener, catalão balener, provençal balenier ou francês ballenier, que significa «barco equipado para a pesca da baleia». Também se encontram as grafias "varinel" e "baryne".

## História
O barinel tem origem no Mediterrâneo no século XIV, com o desenvolvimento das rotas comerciais e da engenharia naval portuguesa no final do século XIV, era necessário uma versão aumentada da "barcha" (barca), com um a três mastros dependendo do seu tamanho.
Estes navios foram usados principalmente no início do século XV juntamente com as barcas para a exploração dos arquipélagos das Canárias, Madeira e Açores, e nas rotas comerciais portuguesas da Flandres e do Norte da Europa.
Juntamente com as barcas, inicialmente, e posteriormente com as caravelas, foram embarcações fundamentais no impulsionamento marítimo português e nas iniciais descobertas portuguesas.

Carta náutica da Costa de África do Cabo Bojador

Foi em barcas que se redescobriu o arquipélago da Madeira e se atingiram as ilhas dos Açores. Foi em barcas e barinéis que os primeiros colonos se deslocaram para os seus definitivos lares insulares.
Foram depois trocadas pelas caravelas totalmente após a dobragem do cabo Bojador pois, por ter os mastros de pano redondo e pela sua estrutura, tinha maiores dificuldades a fazer as viagens de regresso.
Outras fontes citam o uso dos barinéis até ao século XVI, onde, segundo Gomes Pedrosa, teriam sido trocados gradualmente pelo galeão.

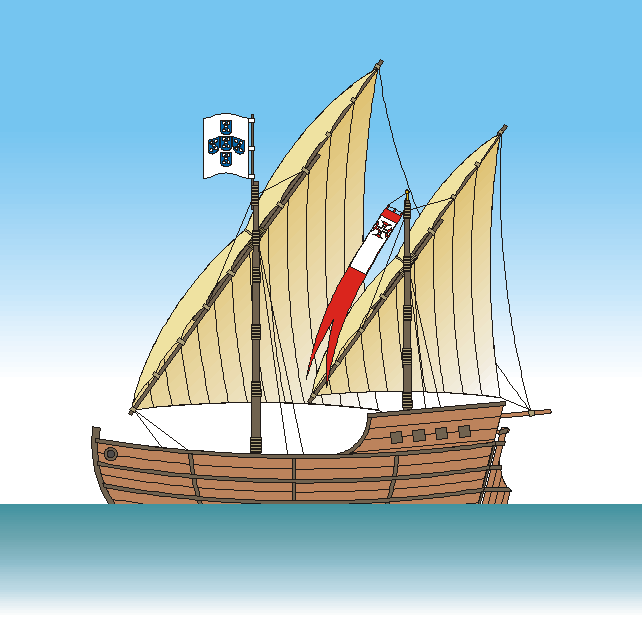
Representação de uma caravela portuguesa, predecessora do barinel juntamente com a nau

Um negociante italiano, Girolamo Sernigi, que estava em Lisboa aquando a chegada de Vasco da Gama da Índia, descreveu a armada dele como sendo composta por barinéis de mais de 90 tonéis cada e um de 50 tonéis. No entanto, estas embarcações seriam posteriormente confirmadas como naus e não barinéis.
Outras descrições da época dão conta que estas embarcações terão sido usadas em navegações de corso, de guerra e de comércio.

## Dados técnicos
Os barinéis possuíam maior tamanho que as suas predecessoras barcas, e possuíam uma proa alterosa a atirar para nau, também ela recurvada.
Poderia ter a almeida da popa (parte curvada do forro lateral dos navios de popa quadrada, situada sob o painel da popa e formando com ele um ângulo convexo)  ora curva como a caravela, ora reta como a nau e o mesmo com a grimalda.
Poderiam ter de um a três mastros, de velame redondo e tinham um cesto da gávea no maior mastro da embarcação (mastro grande). Com os Descobrimentos portugueses, e com a necessidade cada vez maior de bolinar os ventos da região da Alta Guiné e do Cabo Bojador, foram adaptadas as velas e os mastros para suportar pano latino.
Para alturas sem vento, possuíam também, e principalmente os barinéis mais pequenos, remos. Comparativamente à barca, tinham um calado maior e uma tonelagem maior.
A barca possuía geralmente uma tripulação de 20 homens, enquanto que um barinel teria uma tripulação de 30 homens.
Muitas das características do barinel acabaram por influenciar a estrutura da caravela e posteriormente da nau, podendo ser classificada como a predecessora das naus portuguesas do final século XV e XVI.